# Aridagawa
Aridagawa (有田川町, Aridagawa-chō) est un bourg du district d'Arida, dans la préfecture de Wakayama, au Japon.

## Géographie

### Situation
Aridagawa est situé dans le nord-ouest de la préfecture de Wakayama, au sud de Wakayama, capitale préfectorale, au Japon.

### Démographie
Lors du recensement national de 2015, la population d'Aridagawa s'élevait à 26 361 habitants répartis sur une superficie de 351,84 km2 (densité de population d'environ 75 hab./km2).

### Hydrographie
Le fleuve Arida traverse Aridagawa d'est en ouest avant d'atteindre, dans la ville voisine d'Arida, son embouchure dans le canal de Kii,.

## Histoire
La municipalité moderne d'Aridagawa est créée en 2008 par la fusion de trois bourgs voisins.